# Húr
Ez a cikk a zenei húrokról szól. További jelentései a húr (geometria) és húrelmélet (fizika) szócikkekben találhatóak.
A húr a húros hangszerek elsődleges hangképző alkatrésze.
A húr kifeszített állapotban transzverzális rezgésre képes vékony, hajlékony szál. Anyaga leggyakrabban bél, selyem, műanyag, vagy fém lehet (a húr szó eredetileg bel-et jelentett, vö. hurka). A húros hangszer hangját a húrjai alapvetően meghatározzák, de ezen kívül függ a hangszer felépítésétől is, mivel a húr által keltett hangot a hangszer teste sugározza ki.
A húrok rezgését többféleképpen is kiválthatjuk: lehet őket 
- pengetni (ujjal, kézi pengetővel vagy mechanikai szerkezettel, mint ahogy a csembalónál van),
- ütni (ezt teszi a zongora mechanikája vagy a cimbalom esetében a cimbalomverő),
- dörzsöléssel, vonóval gerjeszteni (mint a hegedű vagy a tekerőlant esetén).
- Különleges eset, amikor a húrt az áramló levegő készteti rezgésre (aeolhárfa).

Az állandó hangon szóló húron állóhullámok keletkeznek: a húr a szabadon lévő hossza által meghatározott periódusban rezeg. A rezgés nagysága, amplitúdója a hangerőt, a gyakorisága, frekvenciája a hangmagasságot határozza meg. A húr egyéb jellemzői, anyaga, vastagsága stb., valamint a húr zenész általi lefogása a hangszínt befolyásolják.
A húr hangmagasságának beállítása (a „hangolás”) a legtöbb hangszer esetében a húr feszítettségének változtatásával történik.

## A húr fizikája

### A húr működése
Ha a két végén rögzített, kifeszített húrt egy adott ponton kitérítjük nyugalmi állapotából, elnyújtott háromszög alakot vesz föl, és ha elengedjük, a háromszög csúcsa két irányban a húr mentén elindul, és a végpontoknál visszafordulva ide-oda szaladgál, miközben a húr próbálja nyugalmi állapotát visszanyerni. Fontos megjegyezni, hogy az, hogy a húr milyen jellegű mozgást végez, nagy mértékben függ a gerjesztés helyétől, de a frekvenciát ez nem befolyásolja. Pengetés esetén ez a rezgés a belső súrlódás miatt csillapodó, de vonó alkalmazásával folytonosan újra létrehozhatjuk a megpendítésre jellemző állapotot.

### A terjedés sebessége
Legyen {\displaystyle L} a húr hossza, {\displaystyle m} a tömege és {\displaystyle T} a feszítettsége.
Rezgés közben a húr nagyjából egy körívet fut be. Legyen {\displaystyle R} a sugár és {\displaystyle \theta } az ív alatti szög.  Ekkor
{\displaystyle L=\theta \,R}.
A húrt eredeti alakjába {\displaystyle F} erő húzza vissza:
{\displaystyle F=\theta \,T}.
Az {\displaystyle F} erő megegyezik a centripetális erővel is,
{\displaystyle F=m\,{\frac {v^{2}}{R}}},
ahol {\displaystyle v} a hullám húrban terjedésének sebessége.
Legyen {\displaystyle \mu } a húr egységnyi hosszúságra eső tömege. Ekkor
{\displaystyle m=\mu \,L=\mu \,\theta \,R}.
Ha az {\displaystyle F} két egyenletét egyenlővé tesszük, akkor az eredmény:
{\displaystyle \theta \,T=\mu \,\theta \,R\,{\frac {v^{2}}{R}}} Tehát {\displaystyle v^{2}={\frac {T}{\mu }}}

### Az alapfrekvencia
Ha ismerjük a terjedés sebességét, akkor a kiadott hang frekvenciájának meghatározása már gyorsan megy:
{\displaystyle v={\frac {\lambda }{t}}=\lambda f}
A húr alaphangon rezegve egy félhullámot ír le, tehát {\displaystyle L} a fele az alaphang hullámhosszának.
{\displaystyle f={\frac {v}{2L}}={\frac {\sqrt {\frac {T}{\mu }}}{2L}}}
ahol {\displaystyle T} a feszítettség, {\displaystyle \mu } az egységnyi hosszúságra eső tömeg és {\displaystyle L} a húr rezgő részének hossza. Ebből következik, hogy:
- minél hosszabb a húr, annál mélyebb a kiadott hang;
- minél erősebb a feszítés, annál magasabb a kiadott hang;
- minél nehezebb a húr, annál mélyebb a kiadott hang.

## A húr anyaga
Ahhoz, hogy a húr a zene céljaira megfeleljen, azaz a megpendítés után minél hosszabb ideig zenei hangot adjon, a következő feltételeknek kell megfeleljen:
- Kellő szakítószilárdságú kell legyen, hogy a hangolásához szükséges húzóerőt elviselje.
- Megfelelően hajlékonynak kell lennie, hogy valóban húrként, ne pedig rezgő rugalmas rúdként viselkedjen.
- A fenti feltételből következően fontos, hogy amennyiben keményebb, merevebb anyagról van szó (például acél), a hosszúsága az átmérőjéhez képest megfelelően nagy legyen, de például a bronz szállal körbetekert selyemhúr az átmérőjéhez képest viszonylag kisebb hosszúságot is elvisel.
- Az egységnyi hosszúságra eső tömegének mindenhol azonosnak kell lennie. Ez nem zárja ki a különböző sűrűségű anyagok összeépítését, kombinálását.

## Története
A legelső húros hangszerek valószínűleg úgynevezett idiokord hangszerek voltak. Ezek különböző növényi szárakból készültek oly módon, hogy hosszanti irányban rovásszerűen bemetszették azokat, és az így elválasztott rostköteget a végein kis peckekkel kiékelve megfeszítették. A nádi hegedű például ilyen felépítésű.
Egy fokkal fejlettebb fokozatot jelent a heterokord zenei íj. Ennél már megjelenik a növényi vagy állati eredetű rostokból összesodort húr, amely megfelel a szigorúbb zenei követelményeknek is.
A húros hangszerek fejlődése során a Föld különböző tájain különböző anyagok álltak rendelkezésre zenei húrok készítésére: keleten selymet, az ázsiai lovas nomád népeknél lószőrt, trópusi vidékeken különböző növényi rostokat, nyugaton állati beleket használtak elsősorban erre a célra.
A jó minőségű bélhúr a juh, a kecske, a bárány beleiből készül, de szerényebb célokra a borjú, a nyúl vagy a macska belei is megfelelnek. A bél anyaga nagyrészt izomrostokból áll, ez magyarázza rendkívüli rugalmasságát. A beleket tisztítás, fehérítés stb. után vékony csíkokra vágják, majd a kívánt átmérőnek megfelelő mennyiségű szálat összesodornak, utána kiszárítják, csiszolják, polírozzák.
A bélhúr évezredeken át a legelterjedtebb húrféleség volt, míg a 20. század közepén megkezdődött a műanyaggal való helyettesítése. A nejlonból készült húrok hangzásban egyenértékűek a bélhúrral, tartósságban felülmúlják azokat.
A fémből készült húrok is hosszú múltra tekintenek vissza, elsősorban rezet vagy bronzot használtak erre a célra. Az acélhúrok a 19. században terjedtek el, előbb a zongoránál, majd a hegedűnél. A 20. század folyamán alumíniumot is kezdtek húrkészítésre felhasználni.